# Eric Laneuville
Eric Laneuville (født 14. juli 1952) er en amerikansk fjernsynsinstruktør og skuespiller. Hans første bemærkelsesværdige rolle var i science-fiction kultklassikeren The Omega Man fra 1971, hvor også Charlton Heston spillede med, samt i ABC's fjernsynsserien Room 222.
Laneuvilles første opgave som instruktør var i et afsnit af St. Elsewhere, hvor han også var spillede karakteren som lægeassistent Luther Hawkins. Siden har han instrueret afsnit af L.A. Law (1986), Quantum Leap (1989), Doogie Howser, M.D., NYPD Blue (1993), ER (1995), 413 Hope St., Gilmore Girls (2004), Monk (2005), Invasion, Medium, Lost (2005-2008), Girlfriends, Everybody Hates Chris, Prison Break og Ghost Whisperer. Ved siden af arbejdet som instruktør er Laneuville fotsat med arbejdet som skuespiller, senest hvor han optrådte i en gæsterolle som doktor Lamar i Tv-serien Scrubs (2002). Han optrådte også i filmen Fear of a Black Hat fra 1994 – en mockumentary der parodiere 1990'erne hiphopkultur.